# Голицын, Сергей Павлович
Князь Сергей Павлович Голицын (1815—1888) — черниговский губернатор, действительный статский советник и генерал-лейтенант (1878).

## Биография
Сын князя П. А. Голицына, внук графа С. П. Румянцева, наследник румянцевского родового имения Троицкое-Кайнарджи. Назван в честь деда. Родился в Санкт-Петербурге 13 (25) августа 1815 года, крещён 24 августа 1815 года в Симеоновской церкви при восприемстве графа Н. П. Румянцева и графини девицы П. Н. Головиной.
Учился в школе гвардейских подпрапорщиков вместе с М. Ю. Лермонтовым. Служил адъютантом 2-й гвардейской пехотной дивизии, которой командовал наследник, будущий император Александр II. В 1848 году вышел в отставку в чине капитана. 

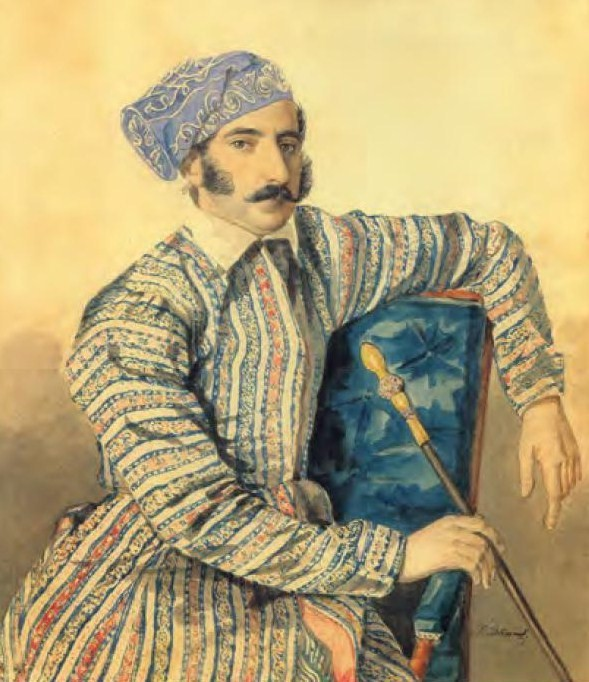
Князь С. П. Голицын

В 1854—1858 годы жил за границей, будучи причислен к миссии в Штутгарте. Там Голицын, «человек любопытный и себе на уме», был «главным фактотумом у великой княгини Ольги Николаевны».
В 1862—1870 годы возглавлял Черниговскую губернию. Отвечал за проведение в этих краях реформ крестьянской, судебной и земской. Не особенно удачный выбор мировых посредников Голицын компенсировал настойчивым, но тактичным отстаиванием крестьянских интересов. В 1863 году он был произведен в действительные статские советники, в этом же году получил звание камергера; 30 августа 1868 года был переименован в генерал-майоры; с 30 августа 1874 года — генерал-адъютант, 16 апреля 1878 года произведён в генерал-лейтенанты и назначен членом Главного военно-госпитального комитета.
Скончался 2 (14) февраля 1888 года и был похоронен в семейной усыпальнице на территории некрополя усадьбы Троицкое-Кайнарджи.
По отзыву А. М. Лазаревского,  Голицын был «безусловно человек честный и добрый, а к тому же бессребреник. Ему несомненно принадлежала заслуга безобидного более или менее разрешения в Черниговской губернии крестьянского дела. Он дал в губернии тот тон, которого слушали и которому вторили посредники, видя, что тон дается настойчивый». 
российские:
- Орден Святого Станислава 1-й ст. (1865)
- Орден Святой Анны 1-й ст. (1867)
- Орден Святого Владимира 2-й ст. (1870)
- Орден Белого Орла (1880)
- Орден Святого Александра Невского (1886)

Иностранные:
- Баденский Орден Церингенского льва 2-й ст. командорский крест (1857)
- Гессен-Дармштадтский Орден Филиппа Великодушного 2-й ст. командорский крест (1857)
- Прусский Орден Красного Орла 2-й ст. (1857)
- Мекленбург-Шверинский Орден Вендской короны 2-й ст. большой крест (1876)
- Итальянский Орден Святых Маврикия и Лазаря 1-й ст. (1876)
- Брауншвейгский Орден Генриха Льва с мечами (1881)

## Сочинения
В 1857 году князь Голицын напечатал брошюру для народа «Печатная Правда», пытаясь ознакомить крестьян с предполагаемой реформой и удержать от революционных выступлений. Эта работа была раздражённо встречена прогрессивной печатью, как легальной, так и нелегальной. Консервативную же прессу насторожило сочувственное отношение автора к планам реформы.
В 1859 году в «Русском вестнике» Голицын напечатал статью «Деревенские думы», где высказался за выкуп и участие крестьян в оценке уступаемых земель. Участвовал в подготовке крестьянской реформы в качестве члена редакционных комиссий.

## Семья

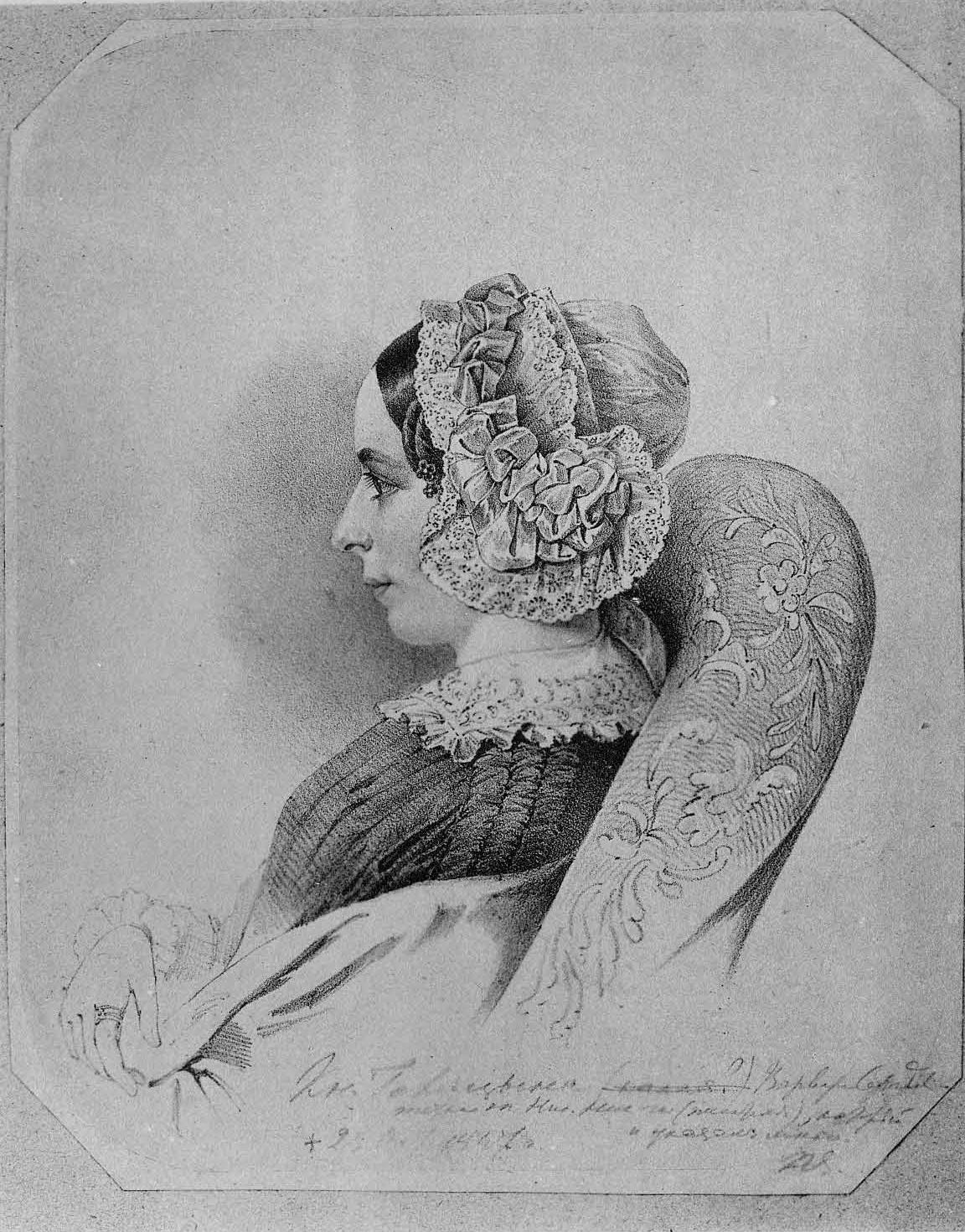
Любовь Петровна Голицына

Жена (с 05 февраля 1837 года) — графиня Любовь Петровна Апраксина (13.03.1819—14.06.1882), фрейлина двора (1836), дочь графа Петра Ивановича Апраксина (1784—1852) от его брака с Елизаветой Андреевной Кузьминой-Караваевой. По отзыву современников, молодая графиня Апраксина «была звездой московского общества, она пленяла и поражала всех блеском необычайной своей красоты и чудными глазами». Будучи безмерно добра, она имела еще и недюжинный ум. Живя в 1850-х годах по болезненному своему положению  с мужем в Штутгарте, княгиня Голицына снискала сердечную приязнь королевы Ольги Николаевны, которая часто отдыхала в её обществе,  и пользовалась её дружеским благорасположением и потом. Похоронена в семейной усыпальнице  на территории некрополя усадьбы Троицкое-Кайнарджи. Дети:
- Варвара (08.12.1837[8]—1897), крещена 25 декабря 1837 года в Симеоновской церкви при восприемстве графа С. П. Румянцева и бабушки В. С. Голицыной; фрейлина двора, первый муж (с 1858) Алексей Сергеевич Муханов, сын от этого брака Алексей. Второй муж (с 1868) князь Андрей Александрович Ливен.
- Ольга (26.08.1839[9]—1919), крещена 14 сентября 1839 года в Симеоновской церкви при восприемстве деда князя П. А. Голицына и тетки В. П. Шереметевой; жена Фёдора Николаевича Рюмина (1835—1889).
- Любовь (1841—1910), фрейлина, жена генерала Александра Алексеевича Свечина (1823—1896).
- Николай (1848—1922), последний владелец усадьбы Троицкое-Кайнарджи.